# Площадь Республики (Прага)
Площадь Республики (чеш. Náměstí Republiky) — площадь в Праге, столице Чехии, на восточной оконечности Старого Города.
До 1916 года площадь носила название Йозефской, затем переименована в площадь Франца Иосифа II, а современное название получила в 1918 году в честь провозглашения Чехословацкой республики.
В прошлом через площадь проходили как троллейбусные, так и трамвайные линии. В 1984 году трамвайные пути были отсюда убраны, и впоследствии сюда был постепенно переведён автомобильный поток с соседней улицы На Пшикопе. В том же году вся площадь была закрыта с целью строительства, здесь было возведено здание торгового дома «Котва» и построена одноимённая станция метро, которая заменила упразднённую трамвайную линию.
В начале XXI века площадь снова была закрыта для археологических раскопок; по их завершении был возведен торговый дом Палладиум, и площадь вновь открылась для транспорта.